# Dang Jun
Dang Jun est un conseiller de Deng Ai du royaume de Wei qui a vécu au IIIe siècle. Lors de la sixième expédition contre les Wei de Jiang Wei, Dang Jun se porte volontaire afin d’offrir perles, or et objets précieux à l’eunuque Huang Hao du royaume de Shu. Ainsi, il se rend à Chengdu, entre en communication avec Huang Hao et répand des rumeurs à propos de Jiang Wei. Conséquemment, Jiang Wei doit renoncer à son expédition et retourner à Chengdu afin de s’expliquer face à l’empereur Liu Shan. 